# Iglesia de San Juan Bautista (Madrid)
La iglesia de San Juan Bautista fue una iglesia que se encontraba ubicada en la calle de su mismo nombre, localizada en lo que fue después Plaza de Ramales en Madrid. Se edificó durante la segunda mitad del siglo XII. Fue demolida durante el mandato de José I Bonaparte con el objeto de realizar la ampliación de la plaza, y ejecutando un plan de urbanismo que dejaba vía libre del Palacio Real a la Puerta del Sol. El espacio en el que se encontraba se denominaba plazuela de San Juan debido a la iglesia. En esta iglesia se enterró al pintor español Diego Velázquez (en la capilla de su amigo Gaspar de Fuensalida), el 7 de agosto de 1660; en la actualidad una pequeña cruz situada en medio de la plaza lo recuerda.

## Historia
La iglesia aparece documentada por primera vez en el Fuero de Madrid que fue redactado en el año 1202. La menciona en una enumeración de otras diez parroquias existentes en el recinto amurallado de Madrid. Es posible que fuese construida sobre una antigua mezquita. Al construirse el Palacio Real la iglesia se convirtió en Parroquia del Real Palacio. La parroquia fue lugar del bautismo de Margarita de Austria y enterramiento de Diego Velázquez en 1660. José I Bonaparte mandó derribar los caseríos y edificios que se encontraban cerca del Palacio Real para dar mayor prestancia a la fachada del edificio; en esta «limpieza» se encontraba la iglesia de San Juan Bautista, que se derribó entre 1810 y 1811. El objetivo el ensanchar de la calle del Arenal convirtiéndola en una gran avenida que uniera el Palacio con la Puerta del Sol. El final de la Guerra de Independencia no permitió completar el proyecto que acabó en la plaza de los Caños del Peral. 
Los feligreses del barrio de Santiago que pertenecían a San Juan se trasladaron a la vecina iglesia de Santiago Apóstol que se denominó de Santiago y San Juan Bautista. Esta iglesia se estaba edificando por estas fechas debido a un vendaval que la había destruido anteriormente; los trabajos se encargaron al arquitecto Juan Antonio Cuervo. La plaza no logró la disposición actual hasta que, tras el fin de la primera Guerra Carlista (1833-1839), recibe el nombre de Ramales para conmemorar la victoria de los isabelinos en la batalla del mismo nombre. Durante los años 1999 y 2000, con motivo de la remodelación en la plaza de Ramales (y de un garaje subterráneo), se desenterró parte de la planta de la iglesia y se llevaron a cabo diversas excavaciones arqueológicas.

## Características
La iglesia estaba construida con tres naves dispuestas en una planta basilical con un ábside semicircular de estilo Románico. Poseía una torre dotada de campanario que se encontraba situada en el lado del Evangelio del hastial. La fachada principal tenía un crismón. A pesar de su reducido tamaño, en su interior se encontraban capillas de familias destacadas como los Solís, Lujanes, Herreras, o la de Gaspar de Fuensalida.